# Differentialtransformator
Ein Differentialtransformator, im Rahmen der Wegemessung auch als englisch Linear Variable Differential Transformer, abgekürzt als LVDT, bezeichnet, ist eine Spezialform eines Transformators. Er besteht in der Regel aus einer Primärspule und zwei Sekundärspulen. Letztere sind gegenphasig in Reihe geschaltet, dadurch subtrahieren sich die Spannungen an ihren Anschlüssen. Die resultierende Spannung ist genau dann Null, wenn die beiden Spulen und die gesamte Konstruktion symmetrisch aufgebaut sind. Wird die Symmetrie gestört, so entsteht eine Ausgangsspannung, deren Phase in Bezug zur Erregung (Primärspannung) die Richtung und deren Wert die Größe der Asymmetrie angibt.

## Wegmessung

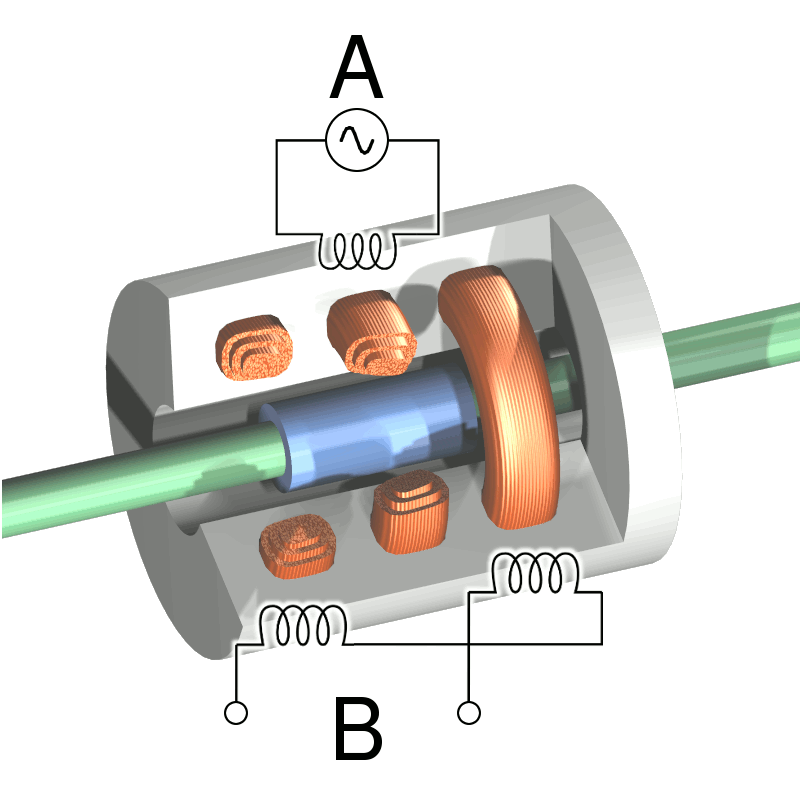
Schematische Darstellung eines LVDT zur Wegmessung

Eine wichtige Anwendung dieses Prinzips ist die Wegemessung mithilfe des Linear variablen Differential-Transformators (LVDT). Hierbei sind beidseitig einer mittigen Erregerspule (A in der Skizze) zwei Sekundärspulen (B in der Skizze) symmetrisch angebracht. An der Primärspule liegt eine Wechselspannung mit konstanter Amplitude und konstanter Frequenz an, die in der Regel eine Frequenz von 1 bis 10 kHz hat.
Ein mechanisch beweglicher Weicheisenkern, in blau in der Skizze, verändert die Kopplungsfaktoren zwischen den Spulen. Befindet er sich in der Mittellage, so ist die Anordnung symmetrisch, die Spannung von Sekundärspulen hebt sich auf und es entsteht kein Ausgangssignal. Wird er verschoben, so liegt eine ungleiche magnetische Kopplung vor und es entsteht dadurch eine Ausgangsspannung an den Sekundärspulen. Durch eine Korrelation mit der Erregerspannung lässt sich ein Richtungssignal erzeugen.
Der lineare Messbereich liegt zwischen ±1 mm und ±500 mm. Feinzeiger die nach diesem Prinzip arbeiten haben in der Regel eine Messgenauigkeit von unter 1 Mikrometer.

### RVDT
Eine Variante des LVDT ist der Rotary Variable Differential Transformer (RVDT) oder Drehmelder. Dieser arbeitet nach dem gleichen Prinzip, misst aber keine Wegstrecke, sondern den Drehwinkel des Weicheisenkerns.

Funktionsprinzip mit asymmetrischem Rotor
Übertragungskennlinie für einen RVDT

## Signalübertragung

### Gabelschaltung

Prinzipschaltbild einer Gabelschaltung mit Differentialtransformator DT, links bei A Zweidrahtanschluss, rechts bei B Vierdrahtanschluss und komplexer Leitungsnachbildung Z

Die unter anderem in Telefonen eingesetzte Gabelschaltung erlaubt mit Hilfe eines Differentialübertragers die gleichzeitige Nutzung einer Leitung für beide Signalrichtungen (beim Telefon Hören und Sprechen), ohne dass eines der Signale auf das andere gelangt. Am einen Ende der Doppelwicklung des Übertragers ist hierzu die Übertragungsleitung angeschlossen, am anderen eine Nachbildung gleicher Impedanz Z. Das gesendete Nutzsignal wird in den Verbindungspunkt eingespeist und gelangt gleichphasig in die Leitung und in die Nachbildung. Das empfangene Nutzsignal wird über die dritte Wicklung in den Übertrager induziert und gelangt gegenphasig in Leitung und Nachbildung. Beide Signale beeinflussen sich nicht, wenn die Nachbildung und die Leitung sowie die beiden Trafo-Teilwicklungen symmetrisch zueinander sind.

### Gleichtaktdrosseln (common mode choke)
Differentialtransformatoren mit nur zwei Spulen werden verwendet, um kapazitiv und induktiv auf Stromversorgungs- und Signalleitungen gelangende Gleichtakt-Einstreuungen zu unterdrücken (siehe Gleichtaktunterdrückung). Sie werden hier Gleichtaktdrossel, engl. common mode choke, genannt, siehe Drossel. Liegt zum Beispiel eine Doppelleitung parallel zu einer Starkstromleitung, so werden auf dieser vorhandene Störspannungen und Störströme kapazitiv und induktiv in die Signalleitung eingekoppelt. Da aber die beiden Adern der Leitung eng beieinander liegen und meist miteinander verdrillt sind, gelangt in beide Adern etwa die gleiche Störspannung mit gleicher Phasenlage.
Schaltet man in Reihe zu beiden Leitungen je eine Wicklung einer Doppeldrossel, so erfahren die gegenphasigen Ströme der Leitung (d. h. das Signal bzw. die Netzspannung) nur einen geringen Widerstand, da sich deren Magnetfelder in der Doppeldrossel aufheben. Für die Störströme indes besitzen die beiden Spulen einen induktiven Widerstand Z von
{\displaystyle Z=4\cdot {\pi }\cdot {f}\cdot {L}},
wobei L die Induktivität einer der beiden Teilspulen ist.
Die symmetrische (d. h. auf beiden Adern gegenphasig vorliegende) Nutzspannung wird dagegen nicht beeinflusst – sie ist aufgrund des gleichen Wickelsinnes der beiden Spulen und deren enger induktiver Kopplung an diesen null.

### Hochfrequenztechnik
Die Störunterdrückung kann im Falle einer einzigen Störfrequenz noch verstärkt werden, wenn man die Windungen der Spulen durch Parallelschaltung von Kondensatoren in Sperrkreise für die Störspannung umwandelt. Solche Anordnungen werden zum Beispiel in der Funktechnik zur Speisung von Antennen verwendet, bei der die Gefahr besteht, dass über die Speiseleitungen Hochfrequenzenergie abfließen kann.
Eine ähnliche Anordnung wird auch dazu benutzt, um Hilfsspannungen auf Anlagen, die unter hochfrequenter Hochspannung stehen (zum Beispiel isolierte selbststrahlende Sendemasten), zu transportieren. Hierbei wird das Kabel im Inneren des Rohres einer aus Rohr gefertigten Spule eines Sperrkreises für die Sendefrequenz verlegt. Die Sende-Hochfrequenz wird auf alle Adern des Kabels gleichphasig induziert und ist genauso hoch wie am Sperrkreis. Dieser liegt mit einem Ende auf Erdpotential, sodass die Signalleitung dort frei von Hochfrequenz ist.